# 안시관측
안시관측은 아무장비없이 맨눈으로 천체를 관측하는 것을 말한다.망원경이 발명된 후부터는 망원경 또는 쌍안경을 사용해서 눈으로 천체를 관측 하는 것을 뜻하고 있다.

## 직시와 주변시
직시는 천체를 눈동자(시야) 가운데에 들어오게 해서 천체를 관찰하는 것이다. 그렇게 하면 밝은 대상은 잘보이겠지만, 어두운 대상은 보이지 않게 된다. 그 이유는 어두운 빛을 감지하는 막대세포가 눈동자 주변에 있기 때문이다. 이런 단점을 보완하기 위해 별을 보는 사람들은 주변시를 사용한다. 주변시는 천체 대상을 눈동자의 주변(시야의 주변)에 오게 해서 관찰하는 것이다. 그렇다고 아무데서나 주변시가 걸리는 것이 아니라 주변시의 포인트가 있다. 그것은 눈동자를 굴려서 찾는 것이다. 만약, 주변시에 걸리면 어두웠던 천체가 잘 보이게 된다.

## 암적응
암적응은 눈을 어둠에 적응시키는 것을 말한다. 보통 암적응에 걸리는 시간은 15분 정도 인데 암적응 상태가 되면 보다 안시관측을 잘 할 수 있게 된다. 하지만 밝은 빛이나 빨간 암등이 아닌 모든 빛을 보게 되면 암적응이 깨지고 어둠에 적응되지 않은 상태로 돌아가게 되고 암적응을 하는데 다시 시간이 걸리게 된다.